# Isabel Palacios
Isabel Palacios (Caracas, 28 de octubre de 1950) es una mezzosoprano y directora coral venezolana, hija de Luisa Palacios y hermana de María Fernanda Palacios (crítica literaria). Fundadora y directora artística de la Fundación Camerata de Caracas.

## Biografía

### Carrera
Su vida profesional se inició en 1967, cuando egresó de la Escuela de Música «Juan Manuel Olivares». Entre sus maestros podríamos citar a Gerty Haas, Fedora Alemán, Gonzalo Castellanos, Modesta Bor, Angel Sauce, Ruth Gosewinkel y Alberto Grau entre otros.
Posteriormente, cursó estudios de posgrado en la Guildhall School of Music and Drama de Londres y continúa luego sus estudios superiores de canto con la reconocida maestra Vera Rozsa. También recibió cursos de perfeccionamiento vocal de la profesora Helena Lazarska y en varias oportunidades con la inolvidable maestra Raquel Adonaylo. Ha recibido cursos magistrales de interpretación en música medieval, renacentista y barroca con los más reconocidos maestros, entre ellos: René Clemencic, Reinhardt Goebel, Philip Pickett y David Roblou.
Como cantante profesional su repertorio es muy extenso y ha abordado estilos sumamente variados pasando de la música medieval a las canciones de cabaret, del «Orfeo» de Gluck a los Kindertotenlieder de Mahler o las Folk Songs de Berio. Sin embargo, es en la música antigua, el oratorio y el recital «a solo» en donde más se ha destacado habiendo sido acompañada por los destacados solistas de su país: Harriet Serr, Monique Duphil, Abraham Abreu, Antonio Bujanda Octavio, Carlos Duarte y Carlos Urbaneja. También ha cantado bajo la batuta de reconocidos directores venezolanos y extranjeros: Gonzalo Castellanos, Carlos Riazuelo, Alfredo Rugeles, Eduardo Marturet, Alberto Grau, Juan Carlos Núñez, Rodolfo Saglimbeni, Odon Alonso, James Judd, Maximiano Valdés, George Cleve, Theo Alcántara, Vittorio Negri, Manuel Galduf, Manuel Hernández-Silva, Eugene Colomer, Helmut Rilling, Giuseppe Sinopoli, José Antonio Abreu, Gustavo Dudamel, Ton Koopman, Claudio Abbado y Sir Simon Rattle entre otros.
Hizo su debut internacional en Roma en 1975. Actuó posteriormente en el Wigmore Hall de Londres y en varias ciudades de Escocia en 1979, cantando en el Teatro Colón de Buenos Aires en 1982. En 1993 fue invitada por primera vez para actuar como solista del prestigioso grupo de música antigua inglés The New London Consort dirigido por el maestro Philip Pickett en su gira por España y en 1994 hizo con ellos el ciclo completo de las «Ensaladas» de Mateo Flecha en el Queen Elizabeth Hall. En esas mismas fechas grabó ese repertorio con el New London Consort para la internacionalmente conocida compañía DECCA. Fue invitada luego a participar como solista con la Orquesta Barroca de la Comunidad Europea en su gira por Latinoamérica teniendo el honor de ser dirigida por el célebre clavecinista neerlandés Ton Koopman. Para celebrar sus 30 años de carrera artística realizó dos montajes extraordinarios: «Del Moulin Rouge a la Canción de París» y el titulado «...Y nunca fuiste tú» íntegramente dedicado a la obra de Kurt Weill. Actualmente como solista prepara una nueva gira artística a Europa para actuar en el Festival Noto Música, Italia y en el Bolívar Hall de Londres junto a su pianista, el profesor Carlos Urbaneja.
Isabel Palacios ha compartido su profesión como cantante con la dirección y en ese campo ha dirigido las principales orquestas de su país tanto en obras sinfónico-corales como en ópera y ballet.  Ha enseñado canto, estilo e interpretación durante muchos años. Se ha destacado como conferencista dentro y fuera de su país y condujo durante siete años "Clasicos Dominicales" espacio televisivo transmitido por RCTV. También ha estado ligada a numerosas instituciones culturales entre ellas: directora del Museo del Teclado, coordinadora de la Fundación Schola Cantorum de Caracas, directora-fundadora de la Dirección de Música de Fundarte, directora-fundadora de la Ópera de Caracas y el Taller Permanente de la Ópera, directora-fundadora de la Compañía Nacional de Ópera Alfredo Sadel y presidenta de la Fundación Vicente Emilio Sojo.
Actualmente se dedica exclusivamente a su carrera vocal, la docencia y la dirección general y artística de la Fundación Camerata de Caracas y todos sus grupos artísticos.. Actualmente en el año 2024 es directora de técnica vocal y directora de escenas de la Compañía de Ópera Teresa Carreño, del teatro con el mismo nombre, siendo nombrada Directora Artístico y Académico de los montajes de ópera , tal es el caso de La Traviata, recibiendo elogios tanto de la prensa como del público seguidor y conocedor del área operística nacional. 

### Vida personal
Estuvo casada con el músico y director Alberto Grau, y luego con el dramaturgo José Ignacio Cabrujas. Tuvo un hijo de cada uno.

### Repertorio
Su repertorio incluye obras de todas las épocas, desde la Edad Media hasta la música contemporánea. En 1993 fue invitada a actuar como solista con The New London Consort, la renombrada agrupación dirigida por Philip Pickett.

### Actividades destacadas
Palacios fundó y dirige la Fundación Camerata de Caracas que soporta a grupos musicales entre los cuales destacan la Camerata Barroca de Caracas y la Camerata Renacentista de Caracas. Según los críticos, ambas agrupaciones han alcanzado un excelente nivel de interpretación de obras antiguas, combinando en sus presentaciones la interpretación vocal, instrumental y escénica de las 
piezas. 

## Discografía
- Yo me enamorí de un Ayre, Canciones y Romances Sefarditas

- Rosas das Rosas, Cantos y Cantigas de la Edad Media  Archivado el 28 de mayo de 2018 en Wayback Machine.